# Google Reader
Google Reader là một ứng dụng web dùng để tập hợp theo yêu cầu người dùng các trang có định dạng Atom và RSS để đọc tin tức online hoặc offline. Được phát hành bởi Google vào ngày 7 tháng 10 năm 2005 sau khi được tiến hành làm thử nghiệm trong Google Labs. Reader hoàn tất việc kết thúc bản beta vào ngày 17 tháng 9 năm 2007. Google đã đóng cửa Google Reader vào ngày 1 tháng 7 năm 2013, với lý do ít người sử dụng.
Google Reader cho phép người dùng Internet tạo một trang tin theo ý muốn, sở thích và thói quen đọc tin của riêng mình. Trang này gần giống với dịch vụ My Yahoo! của Yahoo!